# Johannes Richard zur Megede
Johannes Richard zur Megede (* 8. September 1864 in Sagan/Niederschlesien; † 22. März 1906 in Bartenstein/Ostpreußen) war ein deutscher Schriftsteller.

## Leben
Die Vorfahren, ersterwähnt 1332, stammen aus der Nähe von Iserlohn, nannten sich zuweilen ter Megede oder von Megede. Der Großvater hieß Rudolf zur Megede, Geheimer Oberfinanzrat. Der Vater war Hans zur Megede, dieser war am Joachimsthalschen Gymnasium in Berlin und studierte dann Jura in Berlin und Heidelberg, wurde später Landrat des Kreises Freystadt in Niederschlesien. Die Mutter war Friederike Freiin von der Osten. Johannes Richard hatte noch eine Schwester Marie zur Megede, die ebenso schriftstellerisch, und teils genealogisch, tätig war. Die Verwandtschaft wohnte zum Teil in Berlin.
Johannes Richard zur Megede war ursprünglich Offizier. Später nahm er ein Studium der Fächer Jura, Ästhetik und Orientalistik auf, das er jedoch abbrach. Seit 1895 war er als Verlagsredakteur bei der Deutschen Verlags-Anstalt tätig. Johannes Richard zur Megede war Verfasser von Romanen, Erzählungen und Theaterstücken. Seine vielgelesenen Gesellschaftsromane sind  vorwiegend in Ostpreußen angesiedelt.

## Werke
- Kismet. Frühlingstage in St. Surin. Schloß Tombrowska. Deutsche Verlags-Anstalt, Stuttgart und Leipzig 1897
- Unter Zigeunern,. Deutsche Verlags-Anstalt, Stuttgart und Leipzig 1897. (Digitalisat)
- Quitt!. Deutsche  Verlags-Anstalt, Stuttgart und Leipzig 1898. (Digitalisat)
- Von zarter Hand. Deutsche Verlags-Anstalt, Stuttgart und Leipzig 1899.(Digitalisat Band 1, 8. Aufl. 1907), (Band 2)
- Félicie. Deutsche Verlags-Anstalt, Stuttgart und Leipzig 1900. (Digitalisat Neuausgabe 2012)
- Das Blinkfeuer von Brüsterort. Deutsche Verlags-Anstalt, Stuttgart und Leipzig 1901. (Digitalisat 9. Aufl. 1908)
- Trianon und andere Novellen. Deutsche Verlagsanstalt, Stuttgart und Leipzig 1903.
- Der Überkater. Deutsche Verlags-Anstalt, Stuttgart und Leipzig 1904. (Digitalisat 2012)
- Josi. Drama in fünf Akten. Deutsche Verlags-Anstalt, Stuttgart und Leipzig 1906. (Digitalisat)
- Modeste. Deutsche Verlags-Anstalt, Stuttgart und Leipzig 1906. (Digitalisat 2012)
- Gesammelte Werke, Stuttgart
  - 1. Unter Zigeunern, 1911
  - 2. Kismet, 1911
  - 3. Quitt, 1911
  - 4. Quitt, 1911
  - 5. Von zarter Hand, 1911
  - 6. Von zarter Hand, 1911
  - 7. Félicie, 1911
  - 8. Das Blinkfeuer von Brüsterort, 1911
  - 9. Trianon und andere Novellen, 1911
  - 10. Der Überkater, 1911
  - 11. Der Überkater, 1911
  - 12. Modeste, 1911